# SC Herisau
SC Herisau (celým názvem: Schlittschuhclub Herisau) je švýcarský klub ledního hokeje, který sídlí v obci Herisau v kantonu Appenzell Ausserrhoden. Založen byl v roce 1942. Poslední účast v nejvyšší soutěži je datováno k sezóně 1997/98. Od sezóny 2017/18 působí v 1. lize, čtvrté švýcarské nejvyšší soutěži ledního hokeje. Klubové barvy jsou modrá, červená a bílá.
Své domácí zápasy odehrává ve Sportzentrum Herisau s kapacitou 3 152 diváků.

## Přehled ligové účasti
Zdroj: 
- 1961–1962: 2. Liga (4. ligová úroveň ve Švýcarsku)
- 1975–1976: 2. Liga (4. ligová úroveň ve Švýcarsku)
- 1980–1981: 1. Liga (3. ligová úroveň ve Švýcarsku)
- 1981–1984: National League B Ost (2. ligová úroveň ve Švýcarsku)
- 1984–1985: National League B (2. ligová úroveň ve Švýcarsku)
- 1985–1986: 1. Liga (3. ligová úroveň ve Švýcarsku)
- 1986–1997: National League B (2. ligová úroveň ve Švýcarsku)
- 1997–1998: National League A (1. ligová úroveň ve Švýcarsku)
- 1998–1999: National League B (2. ligová úroveň ve Švýcarsku)
- 1999–2000: 1. Liga (3. ligová úroveň ve Švýcarsku)
- 2000–2001: National League B (2. ligová úroveň ve Švýcarsku)
- 2001–2002: 2. Liga (4. ligová úroveň ve Švýcarsku)
- 2002–2005: 1. Liga (3. ligová úroveň ve Švýcarsku)
- 2005–2010: 2. Liga (4. ligová úroveň ve Švýcarsku)
- 2010–2014: 1. Liga (3. ligová úroveň ve Švýcarsku)
- 2014–2017: 2. Liga (4. ligová úroveň ve Švýcarsku)
- 2017– : 1. Liga (4. ligová úroveň ve Švýcarsku)